# Den Aalshorst
Den Aalshorst est une buitenplaats classée monument national des Pays-Bas (528700) située dans la commune de Dalfsen.

## Histoire
La première maison, construite en 1644, a été reconstruite en 1720. On y a ensuite ajouté les deux bâtiments latéraux, des allées, un canal, un jardin, des points de vue et un bassin pour les poissons.